# Kathrine Sæthre
Kathrine Margrethe Sæthre (* 22. April 1990 in Kolbotn) ist eine norwegische Handballspielerin und Beachhandball-Nationalspielerin.

## Hallenhandball
Kathrine Sæthre war 2008 norwegische Juniorinnen-Meisterin mit Nordstrand IF. Sie begann ihre professionelle Karriere in der Saison 2009/10 beim mehrmaligen norwegischen Meister Nordstrand in der zweiten Liga. 2013 stieg sie mit Nordstrand in die erste Liga auf. Nach einer Saison in der ersten Liga mit Nordstrand wechselte Sæthre zu Stabæk Håndball. Mit dem Verein stieg sie aus der obersten Liga nach nur einer Saison ab und kehrte zu Nordstrand IF zurück, wo sie erneut als Tabellenletzte aus der ersten Liga abstieg. Ihre nächste Station war für eine Saison der neu gegründete Aker Topphåndball in der zweiten Liga. Seit der Rückkehr zu ihrem Heimatverein Nordstrand ist sie in der zweiten Liga aktiv.
Sæthre war norwegische Juniorinnen-Nationalspielerin. Größter Erfolg war ihre Teilnahme an den U-17-Handball-Europameisterschaft der Frauen 2007 in der Slowakei, wo sie mit ihrer Mannschaft den zehnten Platz belegte.

## Beachhandball
Sæthre wurde erstmals 2008 für die Jugend-Europameisterschaften in Nagyatád für ein Turnier in eine norwegische Auswahl berufen. In der Vorrunde konnte sich die Mannschaft knapp für das Halbfinale qualifizieren, wo Sæthre mit Norwegen der zu dieser Zeit übermächtigen ungarischen Mannschaft unterlag. Im Spiel um die Bronzemedaille konnte die Auswahl der Ukraine bezwungen werden.
Für die Europameisterschaften 2017 am Jarun-See bei Zagreb stand Sæthre zum ersten Mal für ein Turnier in der A-Auswahl Norwegens. Nach einer perfekten Vorrunde mit vier Siegen unterlag Norwegen auch in der Hauptrunde einzig den Niederlanden und zog als Gruppenzweite in das Viertelfinale gegen Griechenland ein. Dieses wurde ebenso wie das Halbfinale gegen Spanien gewonnen. Im Finale gelang ein hart umkämpfter Zweisatzsieg über Polen und Norwegen wurde zum ersten Mal nach der Vize-Europameisterschaft 2015 und dem dritten Rang 2013 Europameister. Sæthre bestritt alle elf möglichen Spiele.
Sæthre wurde 2018 erstmals für ein Turnier in die Norwegische Beachhandball-Nationalmannschaft der Frauen berufen. In Kasan, Russland, spielte die ihre erste Beachhandball-Weltmeisterschaft. Gegen Dänemark, Vietnam und Mexiko wurden alle drei Vorrundenspiele in zwei Sätzen gewonnen. Weniger sicher spielten die Norwegerinnen in der Hauptrunde. Nach einem Sieg über Thailand wurde gegen die Russischen Gastgeberinnen und das Weltklasse-Team aus Brasilien verloren. Als Hauptrunden-Dritte zogen die Norwegerinnen in das Viertelfinale gegen Polen ein, das mit 2:1 besiegt wurde. Im Halbfinale gelang die Revanche gegen Brasilien, womit die Norwegerinnen in das Finale gegen die Überraschungsmannschaft aus Griechenland einzog und dieses im Shootout verlor. Sæthre konnte ein Viertel aller gegnerischen Würfe im Turnierverlauf halten.
Im Jahr daraus gehörte Sæthre auch wieder zum Kader, nun für die Beachhandball Euro 2019 in Stare Jabłonki, Polen. Gegen Kroatien startete die Mannschaft wieder mit einem Sieg in das Turnier. Es folgten Siege gegen Rumänien und die Türkei. Nur das letzte Vorrundenspiel gegen die Niederlande wurde verloren. Als Tabellenzweite hinter den Niederländerinnen zog Norwegen in die Hauptrunde. Die Hauptrunde begann mit einem Sieg gegen Portugal und einer Niederlage gegen die polnischen Gastgeberinnen, anschließend gewannen die Norwegerinnen gegen die Turnier-Mitfavoritinnen aus Ungarn. Als Drittplatzierte der Hauptrunde zogen die Norwegerinnen in das Viertelfinale und unterlagen dort Dänemark. Das erste Platzierungsspiel gegen die Ukraine wurde gewonnen. Im abschließenden Spiel um den fünften Platz unterlagen die Norwegerinnen den Spanierinnen und wurden am Ende Sechste. Sæthre bestritt sieben der möglichen zehn Spiele. Mit 98 Punkten aus zehn Spielen war sie zweitbeste norwegische Werferin hinter Marielle Martinsen und fünftbeste Torschützin des Turniers.

## Einzelbelege
1. ↑  Samuel Ninson: (+) Kathrine Sæthre fra Kolbotn voktet buret da Norge tok VM-sølv. 12. August 2018, abgerufen am 19. Mai 2021 (norwegisch).
2. ↑  Hjuniorelite: Nordstrand videre i NM Junior – Nordstrand Idrettsforening. Abgerufen am 22. April 2021 (norwegisch (Bokmål)).
3. ↑  European Handball Federation – 2007 Women's European Championship 17 / Final Round. Abgerufen am 22. April 2021 (englisch).
4. ↑  European Handball Federation – 2008 Women's ECh Beach Handball 18 / Final Round. Abgerufen am 22. April 2021 (englisch).
5. ↑  European Handball Federation – 2017 Women's ECh Beach Handball / Final Tournament. Abgerufen am 22. April 2021 (englisch).
6. ↑  Team Info. Abgerufen am 26. Dezember 2020.
7. ↑  Janne Eriksen: Kathrine på samling med Beach-landslaget – Nordstrand Idrettsforening. Abgerufen am 22. April 2021 (norwegisch (Bokmål)).
8. ↑  News | IHF. Abgerufen am 26. Dezember 2020.
9. ↑  2018 Women's Beach Handball WChs. Abgerufen am 26. Dezember 2020.
10. ↑  Statistics. Abgerufen am 26. Dezember 2020.
11. ↑  European Handball Federation – 2019 Women's ECh Beach Handball / Final Tournament. Abgerufen am 26. Dezember 2020 (englisch).

| Personendaten    | Personendaten                                                              |
| ---------------- | -------------------------------------------------------------------------- |
| NAME             | Sæthre, Kathrine                                                           |
| ALTERNATIVNAMEN  | Sæthre, Kathrine Margrethe; Saethre, Kathrine Margrethe; Saethre, Katarine |
| KURZBESCHREIBUNG | norwegische Handball- und Beachhandballspielerin                           |
| GEBURTSDATUM     | 22. April 1990                                                             |
| GEBURTSORT       | Kolbotn                                                                    |